# ABSOLUTE SINGLES
『ABSOLUTE SINGLES〜A面コレクション』 （アブソリュート・シングルス）は、1988年9月21日に発売された、原田真二4作目のベスト・アルバム。

## 概要
帯コピー：伝説…それは「てぃーんず ぶるーす」から始まった。衝撃のトリプル・シングルデビューから「寒がりのVOICE」まで、真二のPOP感覚をエンジョイできる全15曲。
- 1986年3月5日発売された初のCDベスト「原田真二A面コレクション」と同内容の再発。
- 1977年から1979年・1983年から1987年の2期にわたり所属したフォーライフ・レコードからの移籍に伴い、5作目のベスト・アルバム『ABSOLUTE MIX』と同時発売。
- 本作『ABSOLUTE SINGLES』はジャケット画像が黒色。フォーライフキャリアの中でのデビューから数えて15作品のシングル表題曲を発売順に収録したフォーライフ・シングルコレクション。

## 収録曲
- 全作詞・作曲・編曲：原田真二（特記以外）

1. てぃーんず ぶるーす　（3分48秒）
  - 作詞：松本隆／編曲：鈴木茂・瀬尾一三
2. キャンディ　（3分44秒）
  - 作詞：松本隆／編曲：原田真二・阿部雅士
3. シャドー・ボクサー　（4分9秒）
  - 作詞：松本隆／編曲：後藤次利
4. タイム・トラベル　（3分56秒）
  - 作詞：松本隆
5. サゥザンド・ナイツ　（4分01秒）
  - 作詞：松本隆
6. OUR SONG　（5分3秒）
7. スウィート・ベイビー　（4分10秒）
8. A DAY　（3分59秒）
9. MARCH　（3分55秒）
10. 雨のハイウェイ　（4分00秒）
  - 作詞：松本隆
11. 愛してかんからりん　（3分31秒）
12. Modern Vision　（4分21秒）
13. Teardrops　（4分49秒）
14. 永遠を感じた夜　（4分05秒）
15. 寒がりのVOICE　（4分29秒）
  - 作詞：安藤秀樹